# Tommy Langley
Tommy Langley (Londra, 8 febbraio 1958) è un ex calciatore inglese, famoso per aver giocato più di 140 partite con la maglia del Chelsea.

## Palmarès

### Club

#### Competizioni nazionali
- Hong Kong Premier League: 1

South China: 1985-1986